# Kaliumdikromat
Kaliumdikromat (K2Cr2O7) är ett oxiderande ämne som kan användas för att rengöra laboratorieutrustning gjord av glas.

## Användning
Kaliumdikromat används av fotografer för att blandad med en stark oorganisk syra kan den bleka fotografier. Om man blandar kaliumdikromat och saltsyra kan detta användas för att få silverpartiklar på den svartvita filmen att åter bli silverklorid. Sedan kan man återframkalla bilden och få ett starkare negativ. Kaliumdikromat blandat med svavelsyra används för att få bort organiska rester i laboratorier. Likaså används kaliumdikromat och koncentrerad svavelsyra till att dubbelbinda en syreatom till ett derivat, (oxidation), detta ofta i en lösning av aceton.

## Produktion
K2Cr2O7 kan tillverkas genom att smälta kaliumhydroxid, kromtrioxid och kaliumnitrat, detta ger kaliumkromat som sedan surgörs för att bli kaliumdikromat. Den vanligaste framställningsmetoden är från natriumdikromat och kaliumklorid.

## Säkerhet
Kaliumdikromat är giftigt, cancerframkallande, oxiderande och skadligt för miljön. När man arbetar med kaliumdikromat ska man ha skyddsutrustning som till exempel skyddsglasögon, skyddshandskar och förkläde. Blandat med svavelsyra är det starkt frätande och angriper lätt organiska material som kläder och hud. Skulle man få kaliumdikromat i ögat ska man direkt kontakta läkare och skölja rikligt med vatten.